# T.J. 퍼킨스

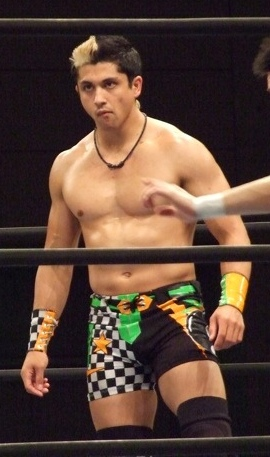

WWE 링네임은 TJ 퍼킨스(TJ Perkins, 1984년 9월 3일 ~ )다. 본명은 테디 제임스 퍼킨스(Teddy James Perkins)다. 필리핀의 남자 프로레슬링선수며 키는 178cm 몸무게는 79kg나가며 피니쉬는 피겨 포 데스락(레그락 클로버리프), 450° 스플래쉬, 테토네이션 킥(파이어맨즈 캐리 드롭 오버헤드 킥), 더블 치킨윙 더블 니 것버스터, 86er(다이빙 하이 니), 메가 버스터즈(점핑 넥브레이커), TJP 클러치(레그락 인버티드 클로버리프), 프로그 스플래쉬, 520° 코크스크류 스프링보드 토네이도 DDT, 푸마 수플렉스(브릿지 타이거 수플렉스)로 사용을 한다. 1998년 프로레슬링을 입문했고 2017년 4월 10일 진행되었던 raw에서 오스틴 에리스와 대결하다가 5분만에 승리를 했지만, 오스틴 애리스를 갑자기 공격하면서 악역으로 전환했다. 그리고 네빌이랑 붙어 다니다가 배신 당했고, 205라이브에서 리치 스완을 상대로 패했다. 2019년 2월 22일 백스테이지에서 행실로 인해 WWE로부터 방출된다.

## 수상
- APW 월드와이드 인터넷웨이트 챔피언 1회
- AWS 월드 라이트 헤비웨이트 챔피언 2회
- 베스트 뉴 센세이션 2003
- 퓨드 오프 더 이열 2003
- EWF 태그팀 챔피언 1회 - 라이거 리베라
- 브레이크아웃 매치 2010 - 무넨오리 사와 1월 16일
- NWA 월드 헤리티지웨이트 챔피언 1회
- 아메리칸 영 라이온 컵 토너먼트 2004
- PWI 랭크드 힘 122 오프 더 탑 500 싱글즈 레슬러 인 더 PWI 500 인 2014
- 루키 오브 더 이얼 2001
- TNA/임팩트 X-디비전 챔피언십 2회
- TNA X 디비전 챔피언십 토너먼트 2013
- UIWA 월드 라이트웨이트 챔피언 1회
- UWA 월드 캐나다웨이트 챔피언 1회
- WWE 크루저웨이트 챔피언 (신 버전) 1회
- 크루저웨이트 클래식 2016 참가자